# Steppenpfeifhase
Der Steppenpfeifhase (Ochotona pusilla) ist eine Säugetierart aus der Familie der Pfeifhasen innerhalb der Hasenartigen. Ihr Verbreitungsgebiet umfasst Teile von Kasachstan und Russland und reicht von der Wolga und dem südlichen Ural bis zur Grenze der Volksrepublik China.

## Merkmale
Der Steppenpfeifhase erreicht eine Körperlänge von etwa 15 bis 21 Zentimetern und gehört damit zu den kleineren Vertretern der Gattung. Das Körpergewicht beträgt wahrscheinlich zwischen 125 und 400 Gramm. Die Männchen und die Weibchen sind etwa gleich groß, ein Sexualdimorphismus liegt nicht vor. Die Körperfärbung ist graubraun an der Rückenseite und an den Seiten, der Bauch ist weiß. Im Winter ist das Fell etwa heller als im Sommer. Der Schwanz ist kurz und in der Regel nicht sichtbar. Der Kopf ist klein mit kleinen gerundeten Ohren. Die Hinterbeine sind etwas länger als die Vorderbeine und die Füße sind auf der Unterseite mit Fell besetzt.
Der Schädel des Steppenpfeifhasen ist vergleichsweise flach. Er besitzt keine Fensterung in den Stirnbeinen und die Bulla tympanica ist relativ groß. Das Genom besteht aus 2n = 68 Chromosomen.

## Verbreitung

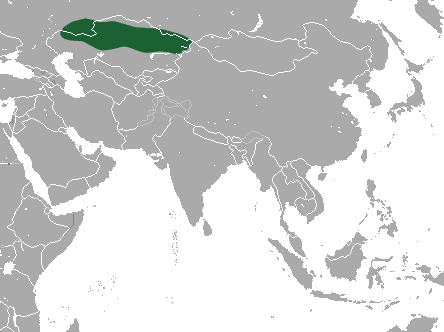
Verbreitungsgebiet des Steppenpfeifhasen

Das Verbreitungsgebiet des Steppenpfeifhasen umfasst Teile von Kasachstan und Russland und reicht von der Wolga und dem südlichen Ural bis zur Grenze der Volksrepublik China. In China selbst ist die Art bislang nicht nachgewiesen, ein Vorkommen in Xinjiang wird allerdings angenommen. Der Steppenpfeifhase ist damit in der russischen Republik Baschkortostan auch am östlichsten Rand Europas anzutreffen.
Historisch war der Steppenpfeifhase über weite Teile Europas verbreitet. Während des Pleistozäns war er auch in Westeuropa und in Großbritannien verbreitet und für das Holozän liegen Nachweise für eine Verbreitung in Ungarn vor. Das Verbreitungsgebiet verlagerte sich zunehmend nach Osten, sodass er im 10. Jahrhundert noch in der Ukraine und im 18. Jahrhundert in der Region zwischen Don und Wolga vorkam. Seit dem 19. Jahrhundert ist er nur noch östlich der Wolga anzutreffen. Als Gründe für die Verlagerung des Verbreitungsgebietes werden vor allem klimatische Veränderungen vom Pleistozän bis zum Holozän angenommen, später kamen Veränderungen der Landschaften durch den Menschen vor allem durch die Landwirtschaft und die Weidewirtschaft hinzu.

## Lebensweise
Den Lebensraum des Steppenpfeifhasen bilden natürlich Steppengebiete, in denen die Tiere ihre Baue graben. Sie leben dabei vor allem im feuchten Boden, der von Gräsern und Gebüschen bewachsen ist.
Der Steppenpfeifhase ist sowohl tag- wie auch nachtaktiv. Im Gegensatz zu den meisten anderen Pfeifhasen geht er auch nachts auf Nahrungssuche und kann die gesamte Nacht rufen. Sie sind gesellig und können in größeren Gruppen und Familien zusammenleben, die Populationsdichte liegt dabei regional zwischen 0,1 Tieren pro Hektar und 80 Tieren pro Hektar. Der Abstand zwischen den einzelnen Bauen beträgt zwei bis vier Meter. Einen Winterschlaf machen diese Tiere nicht, sie sind entsprechend auch während des Winters aktiv und kommen vor allem an windarmen Tagen an die Oberfläche und graben im Schnee nach Nahrung.
Die Kommunikation zwischen den Müttern und Jungtieren sowie zwischen Männchen und Weibchen spielt bei diesen Pfeifhasen eine zentrale Rolle. Sowohl die Männchen wie auch die Weibchen pfeifen. Der Gesang der Männchen besteht dabei aus einer Serie langer Pfeiftöne, die über bis zu zwei Kilometer Entfernung gehört werden können. Die kürzeren Rufe der Weibchen dienen dazu, Männchen anzulocken; sie reagieren häufig auf die Rufe anderer Weibchen.
Zu den Fressfeinden des Steppenpfeifhasen gehören wahrscheinlich zahlreiche Raubtiere und Greifvögel.

### Ernährung
Der Steppenpfeifhase ernährt sich generalistisch von den verfügbaren Pflanzen seines Lebensraums. Er frisst dabei vor allem verschiedene Gräser und sammelt diese in kleinen Haufen. Es kommt vor, dass die Tiere die Grashaufen anderer Artgenossen plündern. Teile der gesammelten Nahrung werden in den Bauen eingelagert, sie reichen jedoch nicht aus, um die Tiere während des gesamten Winters zu versorgen.

### Fortpflanzung
Zum Fortpflanzungsverhalten der Steppenpfeifhasen liegen nur wenige Informationen vor. Sie sind wie andere Arten der Gattung wahrscheinlich monogam oder polygyn und die Männchen bilden wahrscheinlich Reviere, die während der Fortpflanzungszeit die Territorien eines oder mehrerer Weibchen überlappen.
Die Reproduktionsrate ist sehr stark abhängig von den Wetterumständen. Die Weibchen bringen im Jahr drei bis fünf Würfe mit jeweils einem bis dreizehn, durchschnittlich acht bis neun Jungtieren zur Welt. Die Tragzeit beträgt etwa 22 bis 24 Tage und die Jungen werden wahrscheinlich bis zu 30 Tage von der Mutter gesäugt. Die Jungtiere wiegen bei der Geburt etwa neun Gramm, sie sind nackt und ihre Augen sind geschlossen. Sie wachsen schnell und können nach etwa 30 Tagen den Bau verlassen.
Die Männchen erreichen die Geschlechtsreife nach einem Jahr, während die Weibchen bereits nach vier oder fünf Wochen geschlechtsreif sind und im ersten Jahr ihren ersten Wurf haben können. Im ersten Jahr danach haben junge Weibchen meist nur einen bis drei Würfe, in den Folgejahren können diese mehr werden.

## Systematik
Die Erstbeschreibung des Steppenpfeifhasen stammt von dem Naturforscher Peter Simon Pallas aus dem Jahr 1769. Er wird als eigenständige Art den Pfeifhasen (Gattung Ochotona) und der Untergattung Ochotona zugeordnet.
Aktuell werden mit der Nominatform Ochotona pusilla pusilla und Ochotona pusilla angustifrons zwei Unterarten beschrieben. Ursprünglich enthielt die Art zudem die heute als eigene Arten anerkannten Ochotona nubrica, Ochotona forresti und die Unterart Ochotona thibetana osgoodi des Moupin-Pfeifhasen (Ochotona thibetana).

## Gefährdung und Schutz
Die Art wird von der International Union for Conservation of Nature and Natural Resources (IUCN) aufgrund ihres sehr großen Verbreitungsgebietes und der großen Population als nicht gefährdet (least concern) eingestuft.
Über die Populationsgrößen und -dichten liegen nur sehr wenige Daten vor, sie variieren zudem räumlich und zeitlich sehr stark. Das Verbreitungsgebiet dieser Art ist in den letzten Jahrhunderten allerdings stark zurückgegangen und viele Populationen sind kleiner geworden. In der russischen Republik Baschkortostan wird die Art als selten eingestuft, in anderen Regionen ist sie regelmäßig anzutreffen oder gilt als häufig.
Als Hauptursache für den Rückgang und zugleich als Hauptgefährdungsursache für die Zukunft gilt die Umwandlung der natürlichen Steppenlandschaften in landwirtschaftliche Flächen. Historisch wurden die Tiere aufgrund ihres hochwertigen Fells mit Fallen gejagt, dies hatte jedoch kaum Einfluss auf die Populationen und spielt heute keine Rolle mehr.

## Belege
1. 1 2 3 4 5 6 7 8 9  Brianne Ordway: Ochotona pusilla im Animal Diversity Net. Abgerufen am 13. Juli 2012.
2. 1 2 3 4 5 6 7 8 9  Joseph A. Chapman, John E. C. Flux (Hrsg.): Rabbits, Hares and Pikas. Status Survey and Conservation Action Plan. (Memento des Originals vom 14. Januar 2009 im Internet Archive)  Info: Der Archivlink wurde automatisch eingesetzt und noch nicht geprüft. Bitte prüfe Original- und Archivlink gemäß Anleitung und entferne dann diesen Hinweis. (PDF; 11,3 MB) International Union for Conservation of Nature and Natural Resources (IUCN), Gland 1990; S. 46–47, ISBN 2-8317-0019-1.
3. 1 2 3 4 5 6 7 8 9 10  Ochotona pusilla in der Roten Liste gefährdeter Arten der IUCN 2011. Eingestellt von: E. Bewer, A. T. Smith, 2008. Abgerufen am 13. Juli 2012.
4. 1 2  Don E. Wilson & DeeAnn M. Reeder (Hrsg.): Ochotona pusilla (Memento des Originals vom 30. Dezember 2016 im Internet Archive)  Info: Der Archivlink wurde automatisch eingesetzt und noch nicht geprüft. Bitte prüfe Original- und Archivlink gemäß Anleitung und entferne dann diesen Hinweis. in Mammal Species of the World. A Taxonomic and Geographic Reference (3rd ed).